# César Atala
César Guillermo Atala Nazzal (Huancavelica, 10 de junio de 1916-Washington D. C., 12 de julio de 2008) fue un ejecutivo y diplomático peruano. Ministro de Industria, Comercio, Turismo y Negociaciones Comerciales Internacionales, y embajador del Perú en los Estados Unidos, durante el primer gobierno de Alan García.

## Biografía
Hijo de Yusef (José) Atala Jamis y Sarah Nazzal, inmigrantes palestinos instalados en Huancavelica. Cursó sus primeros estudios en su ciudad natal y los culminó en Lima.
Hombre de negocios, que se hizo de una sólida reputación, prestó servicios en una serie de organismos financieros, entre ellos el Banco Interamericano de Desarrollo (BID).
Fue militante del partido aprista desde su temprana juventud. Al inicio del primer gobierno de Alan García fue ministro de Industria, Comercio, Turismo y Negociaciones Comerciales Internacionales, cargo que ejerció de 28 de julio a 13 de diciembre de 1985. Luego fue embajador de Perú en los Estados Unidos (1986-1990).
Fue padre de César Atala Vivanco, expresidente del Aeroclub de Collique y expiloto de Aeroperú. Falleció en Washington D. C., por complicaciones en su salud.